# Денієл Віллмен
Денієл Віллмен (англ. Daniel Willman; нар. 18 березня 1975) — колишній новозеландський тенісист.
Найвищу одиночну позицію світового рейтингу — 285 місце досяг 5 серпня 2002, парну — 569 місце — 29 липня 2002 року.

## Титули ITF Ф'ючерс

### Одиночний розряд: (1)
| Ранг | Дата     | Турнір                        | Покриття | Суперник    | Рахунок  |
| ---- | -------- | ----------------------------- | -------- | ----------- | -------- |
| 1.   | Жов 2001 | Велика Британія F10, Единбург | Тверде   | Ейлун Джонс | 6–0, 6–2 |

### Парний розряд: (2)
| Ранг | Дата     | Турнір                     | Покриття | Партнер          | Суперники                       | Рахунок          |
| ---- | -------- | -------------------------- | -------- | ---------------- | ------------------------------- | ---------------- |
| 1.   | Вер 2001 | Велика Британія F8, Глазго | Тверде   | Марк Гілтон      | Люк Буржуа Ейлун Джонс          | 6–2, 3–6, 7–6(5) |
| 2.   | Лис 2001 | Барбадос F1, Бриджтаун     | Тверде   | Фред Геммес мол. | Габріель Монтілья Кіанткі Томас | 6–4, 6–2         |